# Ahmed Mohamed Ag Hamani

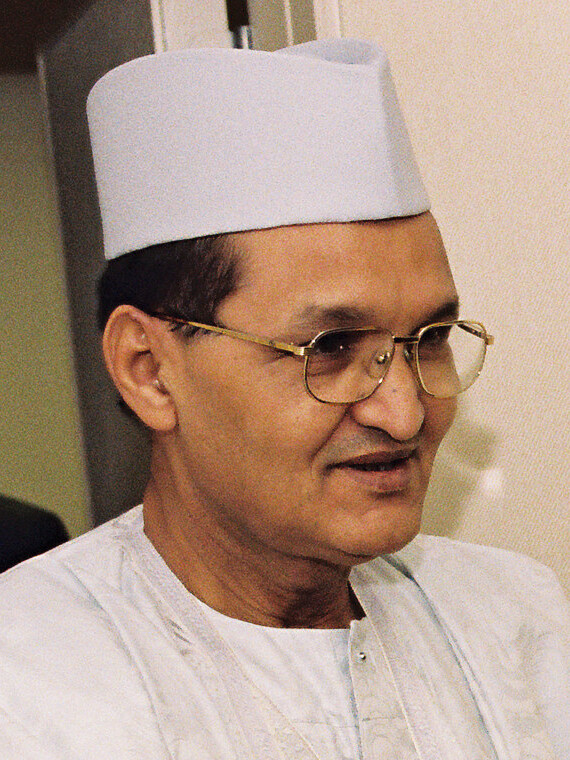
Ahmed Mohamed Ag Hamani

Ahmed Mohamed ag Hamani (* 1942 in Goundam) war von 2002 bis 2004 Premierminister von Mali.
Ahmed Mohamed ag Hamani wurde am 9. Juni 2002 von Präsidenten Amadou Toumani Touré zum Premierminister ernannt, nachdem Touré die Präsidentschaftswahlen gewonnen hatte. Zuvor hatte er unter anderem als Botschafter seines Landes in Marokko sowie in Belgien, den Niederlanden, Luxemburg, dem Vereinigten Königreich und bei der Europäischen Union fungiert. Hamani trat im April 2004 zurück.